# Уруть хвостниковидная
Уру́ть хвостникови́дная (лат. Myriophyllum hippuroides) — вид цветковых растений рода Уруть (лат. Myriophyllum) семейства Сланоягодниковые (лат. Haloragaceae).

## Ареал и местообитание
Обитает на западном побережье Северной Америки, где растёт в водных средах обитания, таких как ручьи и пруды.

## Ботаническое описание
Растение обычно достигает более метра в длину. Стебли с мутовками сочных зелёных листьев, разделённых на множество узких долей. Соцветие облиственное, колосовидное, состоит из мелких цветков. Оно достигает 12 см в длину и возвышается над поверхностью воды.